# Носовский, Глеб Владимирович
Глеб Владимирович Носо́вский (26 января 1958, Москва) — советский и российский математик, известен, главным образом, как соавтор книг Анатолия Фоменко по «Новой хронологии» — теории, квалифицируемой научным сообществом либо как псевдонаука, либо как литературный жанр фолк-хистори.

## Биография
Окончил 2-ю физико-математическую школу в 1975 году. Окончил МИЭМ (1981). Работал в Институте космических исследований РАН (Москва) (1981—1984). Окончил очную аспирантуру Отделения математики Механико-математического факультета МГУ (1987), защитил диссертацию кандидата физико-математических наук в области теории вероятностей и математической статистики («Управление диффузионными процессами на римановом многообразии без края», МГУ, 1988, научный руководитель: профессор Крылов). Имеет научные работы по теории случайных процессов, теории оптимизации, стохастических дифференциальных уравнений, компьютерного моделирования стохастических процессов. В 1987—1990 работал ассистентом в МГТУ «Станкин», в 1990—1991 старшим научным сотрудником Международного научно-исследовательского института проблем управления (Москва), в 1992 — старший научный сотрудник Российского открытого университета Москва, в 1993—1995 годах работал приглашенным доцентом (Visiting Associate Professor) в университете города Айзу, Япония в области компьютерной геометрии. С 1995 года — доцент кафедры дифференциальной геометрии и приложений механико-математического факультета МГУ, работает в лаборатории компьютерных методов.

## Участие в работах по «Новой хронологии»
«Новая хронология» — псевдонаучная теория, утверждающая, что существующая хронология исторических событий в целом неверна, и предлагающая свой вариант хронологии и вообще истории человечества. Согласно утверждениям её авторов, основана на математических и астрономических расчётах; создатели рассматривают её частью прикладной математики. Активно включился в исследования по «Новой хронологии» в 1981 году. Неоднократно выступал на математических конференциях с докладами о новых методиках независимого датирования. Является постоянным соавтором книг по «новой хронологии» Анатолия Фоменко. К настоящему времени издано более 100 книг с суммарным официальным тиражом более 800 тыс. экземпляров. Является главным редактором электронного альманаха «Новая Хронология». Им предложены некоторые математизированные методы обработки письменных исторических источников и сделаны попытки передатировать православную пасхалию и Первый Никейский собор.
«Новая хронология» отвергается научным сообществом — историками, археологами, лингвистами, математиками, физиками, астрономами и представителями других наук. В 2004 году за серию книг по «Новой хронологии» Фоменко и Носовскому была присуждена Антипремия «Абзац» в номинации «Почётная безграмота» — за «особо циничные преступления против российской словесности».
«Новая хронология» была также осуждена Русской православной старообрядческой церковью, к которой принадлежал Глеб Носовский. В 1998 году он был подвергнут церковным прещениям и отлучён «от святыни».